# Amphoe Tha Sala
Amphoe Tha Sala (thailändisch อำเภอ ท่าศาลา) ist ein Landkreis (Amphoe – Verwaltungs-Distrikt) in der Provinz Nakhon Si Thammarat. Die Provinz Nakhon Si Thammarat liegt in der Südregion von Thailand, etwa 780 km südlich von Bangkok an der Ostküste der Malaiischen Halbinsel zum Golf von Thailand.

## Geographie
Benachbarte Bezirke (von Süden im Uhrzeigersinn): die Amphoe Mueang Nakhon Si Thammarat, Phrom Khiri, Nopphitam und Sichon. Alle Amphoe liegen in der Provinz Nakhon Si Thammarat. Nach Osten liegt der Golf von Thailand.

## Geschichte
Während der Thesaphiban-Verwaltungsreform wurden fünf Mueang des Königreiches Nakhon Si Thammarat zusammengelegt, um diesen Distrikt der Nakhon Si Thammarat Provinz zu bilden. Diese Mueang waren Thai Buri, Ron Ka Ro, Klai, Mo Khlan und Noppitham.
Der Distrikt wurde bei seiner Einrichtung 1897 zunächst Klai (กลาย) genannt, er war unterteilt in die zehn Tambon Tha Sala, Tha Khuen, Sa Kaeo, Klai, Thaiburi, Ka Ro, Noppitham, Hua Taphan, Mo Khlan und Don Tako. Der erste Distrikts-Vorsitzende war Charoen (Mai Sap Nam Sakun), die Verwaltung lag an der Küste in Ban Paknam Thasung.
Im Jahr 1916 wurde das Verwaltungsgebäude in Tambon Tha Sala verlegt, daher wurde der Distrikt ebenfalls in Tha Sala umbenannt.
Im Jahr 1995 wurde der westliche Teil abgetrennt, um den neuen Unterbezirk (King Amphoe) Nopphitam zu bilden.

## Ausbildung
Im Amphoe Tha Sala befindet sich die Walailak-Universität.

## Verwaltung

### Provinzverwaltung
Amphoe Tha Sala ist in zehn Gemeinden (Tambon) eingeteilt, welche wiederum in 108 Dörfer (Muban) unterteilt sind.
| \| Nr. \| Name \| Thai \| Dörfer \| Einw.[3] \| \| --- \| ----------- \| ------- \| ------ \| -------- \| \| 01. \| Tha Sala \| ท่าศาลา \| 15 \| 31.895 \| \| 02. \| Klai \| กลาย \| 12 \| 08.547 \| \| 03. \| Tha Khuen \| ท่าขึ้น \| 14 \| 13.476 \| \| 04. \| Hua Taphan \| หัวตะพาน \| 09 \| 04.910 \| \| 06. \| Sa Kaeo \| สระแก้ว \| 11 \| 08.992 \| \| 07. \| Mokhlan \| โมคลาน \| 15 \| 13.705 \| \| 09. \| Thai Buri \| ไทยบุรี \| 10 \| 07.015 \| \| 10. \| Don Tako \| ดอนตะโก \| 06 \| 04.901 \| \| 11. \| Taling Chan \| ตลิ่งชัน \| 08 \| 08.326 \| \| 13. \| Pho Thong \| โพธิ์ทอง \| 08 \| 08.560 \| |             |         |        |        |
| Nr. | Name        | Thai    | Dörfer | Einw.  |
| 01. | Tha Sala    | ท่าศาลา  | 15     | 31.895 |
| 02. | Klai        | กลาย    | 12     | 08.547 |
| 03. | Tha Khuen   | ท่าขึ้น    | 14     | 13.476 |
| 04. | Hua Taphan  | หัวตะพาน | 09     | 04.910 |
| 06. | Sa Kaeo     | สระแก้ว  | 11     | 08.992 |
| 07. | Mokhlan     | โมคลาน  | 15     | 13.705 |
| 09. | Thai Buri   | ไทยบุรี   | 10     | 07.015 |
| 10. | Don Tako    | ดอนตะโก | 06     | 04.901 |
| 11. | Taling Chan | ตลิ่งชัน   | 08     | 08.326 |
| 13. | Pho Thong   | โพธิ์ทอง  | 08     | 08.560 |

Hinweis: die fehlenden Geocodes gehören zu den Tambon, aus denen Nopphitam besteht.

### Lokalverwaltung
Tha Sala ist eine Kleinstadt (Thesaban Tambon) im Landkreis, sie besteht aus Teilen des Tambon Tha Sala.
Außerdem gibt es zehn „Tambon-Verwaltungsorganisationen“ (TAO, องค์การบริหารส่วนตำบล) für die Tambon oder die Teile von Tambon im Landkreis, die zu keiner Stadt gehören.